# Susan Sackett
Susan Sackett (* 18. Dezember 1943 in New York City, New York) ist eine US-amerikanische Autorin, die für ihr Mitwirken im Star-Trek-Franchise bekannt ist.

## Leben
Sackett wurde in New York City geboren, wuchs in Connecticut auf und ging nach dem Abschluss der Hillhouse High School in New Haven nach Florida. Dort erhielt sie an der University of Florida in Gainesville 1964 ihr Bachelor of Arts und 1965 ein Master of Education. Nachdem sie in Miami zwei Jahre lang an einer Grundschule lehrte, ging sie nach Los Angeles. Dort übte sie ihren Beruf nur kurze Zeit weiter aus, kündigte ihn, und wechselte in die Unterhaltungsindustrie, wo sie vier Jahre lang für die National Broadcasting Company arbeitete.
Ab 1974 arbeitete sie mit Gene Roddenberry, dem Schöpfer von Star Trek, zusammen und war 1988 in der Folge Die neutrale Zone von Raumschiff Enterprise – Das nächste Jahrhundert zu sehen. Bis zu Roddenberrys Tod 1991 war sie 17 Jahre lang seine persönliche Assistentin der Geschäftsleitung. Ebenso war sie Produktionsassistentin für den ersten Star-Trek-Film und arbeitete an den nächsten fünf Star-Trek-Filmen eng mit Roddenberry zusammen. Zusätzlich war sie Produktionsmitarbeiterin während der ersten fünf Staffeln der Serie Star Trek: Das Nächste Jahrhundert.
Sackett und ihr Schreibpartner Fred Bronson wirkten zusammen an den Drehbüchern der Episoden Die Damen Troi (1990) und Gefährliche Spielsucht (1991) von Star Trek: Das Nächste Jahrhundert mit. Ebenfalls schrieb sie während ihrer Zeit als Roddenberrys Assistentin drei Bücher über Star Trek: Letters to Star Trek (1977), Star Trek Speaks! (1979) und The Making of Star Trek: The Motion Picture (1980, mit Gene Roddenberry). Ein anderes Buch, Star Trek: The First 25 Years (1991), mit Gene Roddenberry als Co-Autor, wurde von Pocket Books gekauft, aber wegen rechtlichen Verstrickungen des Verlags nicht veröffentlicht. Stattdessen wurde es die Grundlage für das 1994 erschienene Buch Star Trek: 'Where No One Has Gone Before': A History in Pictures von J. M. Dillard. 1993 veröffentlichte Billboard Books Sacketts Buch Prime-Time Hits, 1995 folgte Hollywood Sings!. 2002 wurde ihr kontroverses Buch Inside Trek: My Secret Life with Star Trek Creator Gene Roddenberry veröffentlicht, welches von ihrer eineinhalb jahrzehntelangen romantischen und intimen Beziehung mit ihrem Mentor erzählt.
Sie ist auch Autorin anderer Bücher, die ebenfalls mit der Film- und Fernsehindustrie verbunden sind, wie etwa You Can Be a Game Show Contestant and Win! (1982, Co-Autor Cheryl Blythe). Ihren eigenen Anweisungen folgend, welche sie in diesem Buch niederschrieb, spielte Sackett in der Fernseh-Quizshow Jeopardy! mit und gewann 10.000 Dollar. Zusammen mit Blythe war Sackett auch Co-Autorin des 1986 erschienenen Buches Say Goodnight, Gracie! – The Story of Burns and Allen.
Von 2000 bis 2010 war Sackett Präsidentin der Humanist Society of Greater Phoenix.

## Bücher
- Letters to Star Trek (Ballantine Books, 1977)
- Star Trek Speaks! (mit Fred und Stan Goldstein, Pocket Books, 1979)
- The Making of Star Trek: The Motion Picture (mit Gene Roddenberry, Pocket Books, 1980)
- You Can Be a Game Show Contestant and Win! (mit Cheryl Blythe, Dell Books, 1982)
- Say Goodnight, Gracie! - The Story of Burns and Allen, (mit Cheryl Blythe, E.P. Dutton, 1986); Taschenbuchausgabe (Prima Books, 1989)
- The Hollywood Reporter Book of Box Office Hits, (Billboard Books, 1990)
- Star Trek: The First 25 Years, (mit Gene Roddenberry, gekauft von Pocket Books aber nicht veröffentlicht, 1991)
- Prime-Time Hits, (Billboard Books, 1993)
- Hollywood Sings!, (Marcia Rovins, Billboard Books, 1995)
- Inside Trek: My Secret Life with Star Trek Creator Gene Roddenberry, (Hawk Publishing Group 2002)